# Rivière des Huit Chutes
La rivière des Huit Chutes est un affluent de la rivière Shipshaw, coulant sur la rive Nord-Ouest du fleuve Saint-Laurent, dans le territoire non organisé du Mont-Valin, dans la municipalité régionale de comté de Le Fjord-du-Saguenay, dans la région administrative de Saguenay-Lac-Saint-Jean, dans la Province de Québec, au Canada.
La partie supérieure de cette rivière coule dans la zec Onatchiway. La partie inférieure du bassin versant de la rivière des Huit Chutes est desservie par des routes forestières pour les besoins de la foresterie et des activités récréotouristiques, notamment la route forestière R0258,,.
La foresterie constitue la principale activité économique du secteur ; les activités récréotouristiques, en second.
La surface de la rivière des Huit Chutes est habituellement gelée de la fin novembre au début avril, toutefois la circulation sécuritaire sur la glace se fait généralement de la mi-décembre à la fin mars.

## Géographie
Les principaux bassins versants voisins de la rivière des Huit Chutes sont :
- Côté Nord : Rivière de la Tête Blanche, rivière Shipshaw, lac Onatchiway, Petit lac Onatchiway Petite rivière de la Tête Blanche, rivière au Poivre ;
- Côté Est : Lac des Huit Chutes, lac Pauvre, rivière à la Hache, rivière de la Petite Hache, rivière Wapishish, lac Moncouche, lac Poulin-De Courval, rivière aux Castors ;
- Côté Sud : Ruisseau Baussac, rivière Nisipi, rivière Shipshaw, lac La Mothe, rivière Étienne, rivière Saint-Louis, bras du Nord ;
- Côté Ouest : Lac Vermont, lac de la Boiteuse, lacs Jumeaux, rivière Shipshaw, rivière Péribonka[1].

La rivière des Huit Chutes prend sa source à l’embouchure du lac des Huit Chutes (longueur : 6,1 km ; altitude : 694 m) lequel est situé sur le versant Nord de la ligne de partage des eaux avec le versant de la rivière Nisipi et la rivière Saint-Louis (via le ruisseau Céline).
Ce lac de tête est situé dans le territoire non organisé de Mont-Valin à :
- 53,7 km au Sud-Est du barrage à l’embouchure (côté Sud) du lac Pamouscachiou ;
- 11,1 km à l’Est de l’embouchure de la rivière des Huit Chutes (confluence avec la rivière Shipshaw) ;
- 11,0 km à l’Est du barrage à l’embouchure du lac Onatchiway (lequel est traversé par la rivière Shipshaw) ;
- 26,0 km au Nord-Est de l’embouchure du lac La Mothe (lequel est traversé par la rivière Shipshaw[1],[4].

À partir du lac de tête (lac des Huit Chutes) la rivière des Huit Chutes coule sur 8,5 km, entièrement en zone forestière, selon les segments suivants :
- 4,3 km vers le Nord-Ouest en traversant le lac du Château (altitude : 666 m), forme un crochet, puis traverse une série de rapides sur 0,5 km, jusqu’à un coude de rivière. Note : Ce coude correspond au lac des Fourches (641 m) lequel reçoit les eaux de la rivière des Huit Chutes Est (venant de l’Est) et une décharge (venant du Nord) d’un ensemble de lacs dont le lac de la Dalle ;
- 2,7 km vers l’Ouest en recueillant quatre décharges (dont trois venant du Nord et une du Sud), jusqu’à un coude de rivière ;
- 1,5 km vers le Sud-Ouest, jusqu’à l’embouchure de la rivière[1].

La rivière des Huit Chutes se déverse dans une petite baie sur la rive Est de la rivière Shipshaw qui s’élargit à 0,7 km. L'embouchure de la rivière des Huit Chutes est située entre le lac Onatchiway et le lac La Mothe, soit à :
- 2,4 km au Nord (en amont) du barrage à l’embouchure du lac Onatchiway lequel est traversé par la rivière Shipshaw ;
- 24,2 km au Nord du barrage à l’embouchure du lac La Mothe lequel est traversé par la rivière Shipshaw ;
- 53,1 km au Sud-Est de l’embouchure de la rivière Shipshaw ;
- 46,7 km au Sud du barrage à l’embouchure du lac Pamouscachiou (réservoir Pipmuacan)[1],[5].

## Toponymie
Le toponyme de « rivière des Huit Chutes » a été officialisé le 5 décembre 1968 à la Banque des noms de lieux de la Commission de toponymie du Québec.